# 後藤元洋
後藤元洋（ごとう もとひろ・げんよう、1958年 - ）は日本の写真家。
自身の身体を使った写真表現を行う。
東京綜合写真専門学校講師。

## 経歴
- 1958　神奈川県川崎市生まれ。
- 1983　東京綜合写真専門学校写真芸術科卒業。須田一政ゼミ。
- 1985　東京綜合写真専門学校研究科卒業。目黒で自主ギャラリー「PAXギャラリー」設立に参加。
- 1989　PAXギャラリーで活動中に、野口賢一郎の誘いで自主ギャラリー｢FROG｣（Film ROund Gallery、後のMole）の月例展示「One to ten」にも参加。「PAXギャラリー」解散。

## 書籍
- deja-vuNo.3に紹介記事